# Universität Niigata

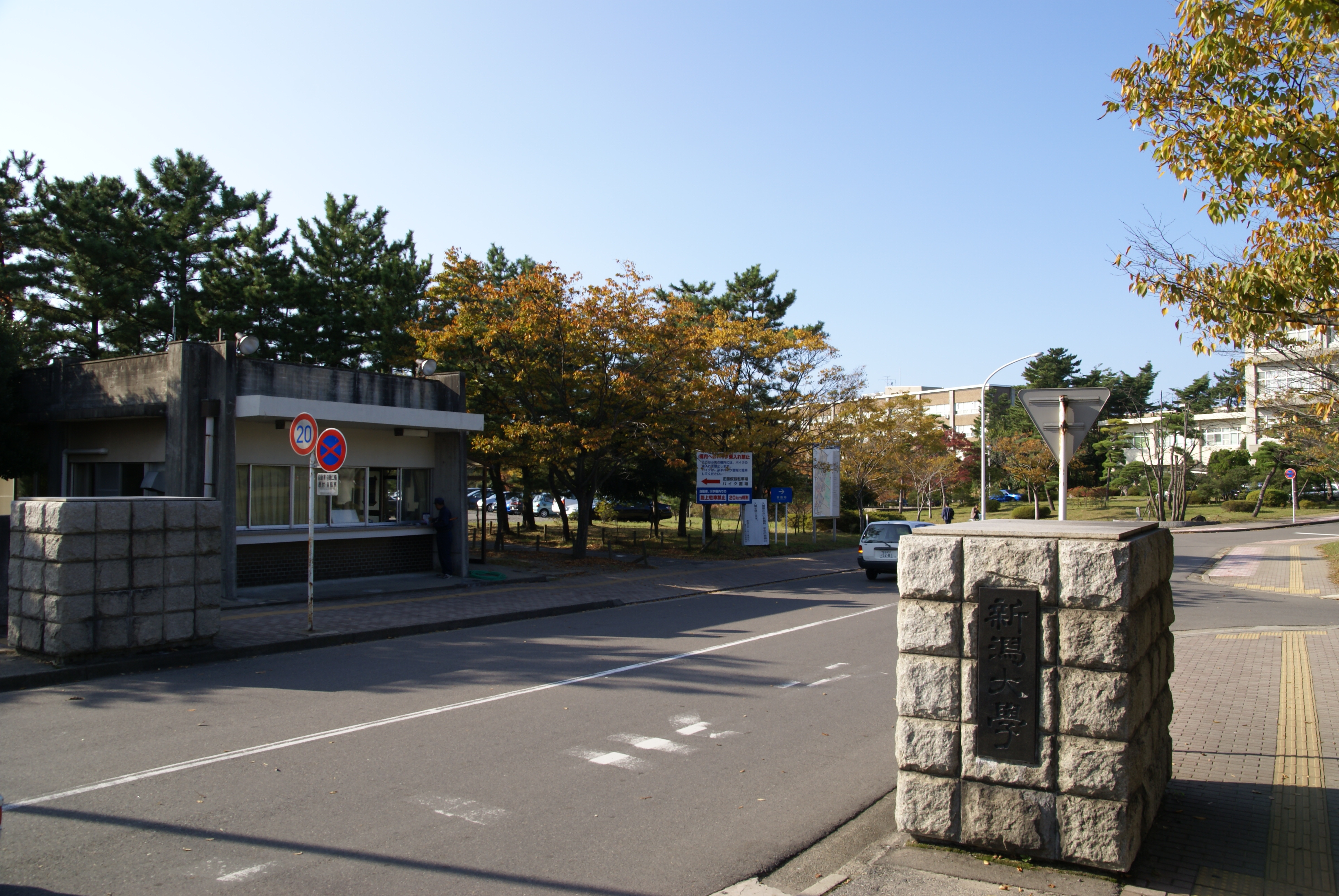
Das Haupttor

Die Universität Niigata (jap. 新潟大学, Niigata daigaku, kurz: Shindai (新大)) ist eine staatliche Universität in Nishi-ku, Niigata, Präfektur Niigata, Japan.

## Geschichte
Der älteste Ursprung war das Kyōritsu-Krankenhaus (共立病院), das 1870 gegründet wurde. Es wurde 1876 zum Präfekturalen Krankenhaus Niigata und setzte 1879 die medizinische Schule bei ihm. Obwohl die Schule 1888 geschlossen wurde, blieb das Klinikum als städtisches Krankenhaus bestehen. 1910 wurde die staatliche Medizinische Fachschule Niigata (新潟医学専門学校, Niigata igaku semmon gakkō) im heutigen Asahimachi-Campus neu gegründet und das städtische Krankenhaus wurde ihr Klinikum. 1922 entwickelte sie sich zur Medizinischen Hochschule Niigata (新潟医科大学, Niigata ika daigaku).
Die Entwicklung der Medizinischen Hochschule zur staatlichen (kaiserlichen) Universität wollten die Präfektur- und Stadtverwaltungen und die Bürger (wie Kanazawa); sie wurde vor dem Pazifikkrieg nicht realisiert.
1949 wurde die Universität Niigata durch den Zusammenschluss der Medizinischen Hochschule Niigata und sechs Fachschulen gegründet. Die sechs waren:
- die Oberschule Niigata (新潟高等学校, Niigata kōtō gakkō, gegründet 1919),
- die Erste Normalschule Niigata (新潟第一師範学校, Niigata dai-ichi shihan gakkō, gegründet 1874),
- die Zweite Normalschule Niigata (新潟第二師範学校, Niigata dai-ni shihan gakkō in Jōetsu, gegründet 1899),
- die Jugend-Normalschule Niigata (新潟青年師範学校, Niigata seinen shihan gakkō in Shibata, gegründet 1922),
- das Technikum Nagaoka (長岡工業専門学校, Nagaoka kōgyō semmon gakkō in Nagaoka, gegründet 1923), und
- die Präfekturale Land- und Forstwirtschaftsfachschule Niigata (新潟県立農林専門学校, Niigata-kenritsu nōrin semmon gakkō in Gosen, gegründet 1945).

Zuerst hatte die Universität acht Standorte. 1968 wurde der Ikarashi-Campus neu eröffnet und die Fakultäten (außer Medizin und Zahnmedizin) zogen in den Campus  in den einigen Jahren. Die Städte Nagaoka und Jōetsu verloren die Fakultäten der Universität; statt ihrer aber erhielten sie die neuen staatlichen Hochschulen: die Universität für Technologie Nagaoka (長岡技術科学大学, gegründet 1976) und die Pädagogische Hochschule Jōetsu (上越教育大学, gegründet 1978).

## Fakultäten
- Ikarashi-Campus (in Nishi-ku, Niigata. 37° 52′ 3,8″ N, 138° 56′ 33,2″ OKoordinaten: 37° 52′ 3,8″ N, 138° 56′ 33,2″ O):
  - Fakultät für Geisteswissenschaften
  - Fakultät für Pädagogik
  - Fakultät für Rechtswissenschaft
  - Fakultät für Wirtschaftswissenschaften
  - Fakultät für Naturwissenschaften
  - Fakultät für Ingenieurwissenschaften
  - Fakultät für Agrarwissenschaft

- Asahimachi-Campus (in Chūō-ku, Niigata. 37° 55′ 13,3″ N, 139° 2′ 6,3″ O):
  - Fakultät für Medizin
  - Fakultät für Zahnmedizin